# Fire dage ved Dunkerque 2023
Fire dage ved Dunkerque 2023 var den 67. udgave af det franske etapeløb Fire dage ved Dunkerque. Cykelløbets seks etaper blev kørt fra 16. til 21. maj 2023 med start og mål i Dunkerque. Løbet var en del af UCI ProSeries 2023.
Den samlede vinder af løbet blev franske Romain Grégoire fra Groupama-FDJ, foran danske Kasper Asgreen fra Soudal Quick-Step.

## Etaperne
| Etape    | Dato    | Start – Mål                   | type        | Afstand (km) | Etapevinder        | Førende rytter  |
| -------- | ------- | ----------------------------- | ----------- | ------------ | ------------------ | --------------- |
| 1. etape | 16. maj | Dunkerque – Abbeville         | flad etape  | 196,6        | Olav Kooij         | Olav Kooij      |
| 2. etape | 17. maj | Compiègne – Laon              | flad etape  | 169,9        | Romain Grégoire    | Samuel Leroux   |
| 3. etape | 18. maj | Saint-Quentin – Saint-Quentin | enkeltstart | 15,9         | Benjamin Thomas    | Benjamin Thomas |
| 4. etape | 19. maj | Maubeuge – Achicourt          | flad etape  | 173,8        | Olav Kooij         | Kasper Asgreen  |
| 5. etape | 20. maj | Roubaix – Cassel              | flad etape  | 187,7        | Per Strand Hagenes | Romain Grégoire |
| 6. etape | 21. maj | Avion – Dunkerque             | flad etape  | 182,6        | Tim Merlier        | Romain Grégoire |

### 1. etape
| Dunkerque - Abbeville | flad etape | (196,6 km) |

| \| Etaperesultat \| Etaperesultat \| Etaperesultat \| Etaperesultat \| Etaperesultat \| \| Rytter \| Rytter \| Hold \| Tid \| \| \| ------------- \| --------------------- \| ------------------------ \| ------------- \| ------------- \| \| 1. \| Olav Kooij \| Jumbo-Visma \| 4t 31' 18" \| \| \| 2. \| Max Walscheid \| Cofidis \| + 0" \| \| \| 3. \| Paul Penhoët \| Groupama-FDJ \| + 0" \| \| \| 4. \| Tim Merlier \| Soudal Quick-Step \| + 0" \| \| \| 5. \| Daniel McLay \| Arkéa-Samsic \| + 0" \| \| \| 6. \| Matteo Malucelli \| Bingoal WB \| + 0" \| \| \| 7. \| Gerben Thijssen \| Intermarché-Circus-Wanty \| + 0" \| \| \| 8. \| Erlend Blikra \| Uno-X Pro Cycling Team \| + 0" \| \| \| 9. \| Stanisław Aniołkowski \| Human Powered Health \| + 0" \| \| \| 10. \| Peter Sagan \| TotalEnergies \| + 0" \| \| |                       |                          |            |
| |                       |                          |            |
| Kilde: ProCyclingStats |                       |                          |            |
| Etaperesultat |                       |                          |            |
| Rytter | Rytter                | Hold                     | Tid        |
| 1. | Olav Kooij            | Jumbo-Visma              | 4t 31' 18" |
| 2. | Max Walscheid         | Cofidis                  | + 0"       |
| 3. | Paul Penhoët          | Groupama-FDJ             | + 0"       |
| 4. | Tim Merlier           | Soudal Quick-Step        | + 0"       |
| 5. | Daniel McLay          | Arkéa-Samsic             | + 0"       |
| 6. | Matteo Malucelli      | Bingoal WB               | + 0"       |
| 7. | Gerben Thijssen       | Intermarché-Circus-Wanty | + 0"       |
| 8. | Erlend Blikra         | Uno-X Pro Cycling Team   | + 0"       |
| 9. | Stanisław Aniołkowski | Human Powered Health     | + 0"       |
| 10. | Peter Sagan           | TotalEnergies            | + 0"       |

| \| Samlede stilling \| Samlede stilling \| Samlede stilling \| Samlede stilling \| Samlede stilling \| \| Rytter \| Rytter \| Hold \| Tid \| \| \| ---------------- \| ---------------- \| --------------------------------------- \| ---------------- \| ---------------- \| \| 1. \| Olav Kooij \| Jumbo-Visma \| 4t 31' 08" \| \| \| 2. \| Max Walscheid \| Cofidis \| + 4" \| \| \| 3. \| Paul Penhoët \| Groupama-FDJ \| + 6" \| \| \| 4. \| Alex Colman \| Team Flanders-Baloise \| + 7" \| \| \| 5. \| Samuel Leroux \| Van Rysel-Roubaix Lille Métropole \| + 7" \| \| \| 6. \| Mathis Le Berre \| Arkéa-Samsic \| + 7" \| \| \| 7. \| Anthony Turgis \| TotalEnergies \| + 7" \| \| \| 8. \| Peter Sagan \| TotalEnergies \| + 8" \| \| \| 9. \| Mark Stewart \| Bolton Equities Black Spoke Pro Cycling \| + 8" \| \| \| 10. \| Jannik Steimle \| Soudal Quick-Step \| + 9" \| \| |                 |                                         |            |
| |                 |                                         |            |
| Kilde: ProCyclingStats |                 |                                         |            |
| Samlede stilling |                 |                                         |            |
| Rytter | Rytter          | Hold                                    | Tid        |
| 1. | Olav Kooij      | Jumbo-Visma                             | 4t 31' 08" |
| 2. | Max Walscheid   | Cofidis                                 | + 4"       |
| 3. | Paul Penhoët    | Groupama-FDJ                            | + 6"       |
| 4. | Alex Colman     | Team Flanders-Baloise                   | + 7"       |
| 5. | Samuel Leroux   | Van Rysel-Roubaix Lille Métropole       | + 7"       |
| 6. | Mathis Le Berre | Arkéa-Samsic                            | + 7"       |
| 7. | Anthony Turgis  | TotalEnergies                           | + 7"       |
| 8. | Peter Sagan     | TotalEnergies                           | + 8"       |
| 9. | Mark Stewart    | Bolton Equities Black Spoke Pro Cycling | + 8"       |
| 10. | Jannik Steimle  | Soudal Quick-Step                       | + 9"       |

### 2. etape
| Compiègne - Laon | flad etape | (169,9 km) |

| \| Etaperesultat \| Etaperesultat \| Etaperesultat \| Etaperesultat \| Etaperesultat \| \| Rytter \| Rytter \| Hold \| Tid \| \| \| ------------- \| ----------------- \| ---------------------- \| ------------- \| ------------- \| \| 1. \| Romain Grégoire \| Groupama-FDJ \| 3t 59' 05" \| \| \| 2. \| Ethan Vernon \| Soudal Quick-Step \| + 0" \| \| \| 3. \| Benoît Cosnefroy \| AG2R Citroën Team \| + 0" \| \| \| 4. \| Peter Sagan \| TotalEnergies \| + 0" \| \| \| 5. \| Victor Lafay \| Cofidis \| + 0" \| \| \| 6. \| Benjamin Thomas \| Cofidis \| + 0" \| \| \| 7. \| Anthon Charmig \| Uno-X Pro Cycling Team \| + 0" \| \| \| 8. \| Paul Penhoët \| Groupama-FDJ \| + 0" \| \| \| 9. \| Greg Van Avermaet \| AG2R Citroën Team \| + 0" \| \| \| 10. \| Olav Kooij \| Jumbo-Visma \| + 0" \| \| |                   |                        |            |
| |                   |                        |            |
| Kilde: ProCyclingStats |                   |                        |            |
| Etaperesultat |                   |                        |            |
| Rytter | Rytter            | Hold                   | Tid        |
| 1. | Romain Grégoire   | Groupama-FDJ           | 3t 59' 05" |
| 2. | Ethan Vernon      | Soudal Quick-Step      | + 0"       |
| 3. | Benoît Cosnefroy  | AG2R Citroën Team      | + 0"       |
| 4. | Peter Sagan       | TotalEnergies          | + 0"       |
| 5. | Victor Lafay      | Cofidis                | + 0"       |
| 6. | Benjamin Thomas   | Cofidis                | + 0"       |
| 7. | Anthon Charmig    | Uno-X Pro Cycling Team | + 0"       |
| 8. | Paul Penhoët      | Groupama-FDJ           | + 0"       |
| 9. | Greg Van Avermaet | AG2R Citroën Team      | + 0"       |
| 10. | Olav Kooij        | Jumbo-Visma            | + 0"       |

| \| Samlede stilling \| Samlede stilling \| Samlede stilling \| Samlede stilling \| Samlede stilling \| \| Rytter \| Rytter \| Hold \| Tid \| \| \| ---------------- \| ---------------- \| --------------------------------------- \| ---------------- \| ---------------- \| \| 1. \| Samuel Leroux \| Van Rysel-Roubaix Lille Métropole \| 8t 30' 32" \| \| \| 2. \| Olav Kooij \| Jumbo-Visma \| + 1" \| \| \| 3. \| Romain Grégoire \| Groupama-FDJ \| + 1" \| \| \| 4. \| Ethan Vernon \| Soudal Quick-Step \| + 5" \| \| \| 5. \| Pier-André Côté \| Human Powered Health \| + 5" \| \| \| 6. \| Paul Penhoët \| Groupama-FDJ \| + 7" \| \| \| 7. \| Benoît Cosnefroy \| AG2R Citroën Team \| + 7" \| \| \| 8. \| Logan Currie \| Bolton Equities Black Spoke Pro Cycling \| + 7" \| \| \| 9. \| Mathis Le Berre \| Arkéa-Samsic \| + 8" \| \| \| 10. \| Peter Sagan \| TotalEnergies \| + 9" \| \| |                  |                                         |            |
| |                  |                                         |            |
| Kilde: ProCyclingStats |                  |                                         |            |
| Samlede stilling |                  |                                         |            |
| Rytter | Rytter           | Hold                                    | Tid        |
| 1. | Samuel Leroux    | Van Rysel-Roubaix Lille Métropole       | 8t 30' 32" |
| 2. | Olav Kooij       | Jumbo-Visma                             | + 1"       |
| 3. | Romain Grégoire  | Groupama-FDJ                            | + 1"       |
| 4. | Ethan Vernon     | Soudal Quick-Step                       | + 5"       |
| 5. | Pier-André Côté  | Human Powered Health                    | + 5"       |
| 6. | Paul Penhoët     | Groupama-FDJ                            | + 7"       |
| 7. | Benoît Cosnefroy | AG2R Citroën Team                       | + 7"       |
| 8. | Logan Currie     | Bolton Equities Black Spoke Pro Cycling | + 7"       |
| 9. | Mathis Le Berre  | Arkéa-Samsic                            | + 8"       |
| 10. | Peter Sagan      | TotalEnergies                           | + 9"       |

### 3. etape
| Saint-Quentin - Saint-Quentin | enkeltstart | (15,9 km) |

| \| Etaperesultat \| Etaperesultat \| Etaperesultat \| Etaperesultat \| Etaperesultat \| \| Rytter \| Rytter \| Hold \| Tid \| \| \| ------------- \| ----------------- \| ---------------------- \| ------------- \| ------------- \| \| 1. \| Benjamin Thomas \| Cofidis \| 19' 21" \| \| \| 2. \| Niklas Larsen \| Uno-X Pro Cycling Team \| + 9" \| \| \| 3. \| Kasper Asgreen \| Soudal Quick-Step \| + 14" \| \| \| 4. \| Ethan Vernon \| Soudal Quick-Step \| + 26" \| \| \| 5. \| Cees Bol \| Astana Qazaqstan Team \| + 26" \| \| \| 6. \| Lasse Norman Leth \| Uno-X Pro Cycling Team \| + 26" \| \| \| 7. \| Samuel Watson \| Groupama-FDJ \| + 29" \| \| \| 8. \| Mick van Dijke \| Jumbo-Visma \| + 30" \| \| \| 9. \| Brent Van Moer \| Lotto Dstny \| + 30" \| \| \| 10. \| Romain Grégoire \| Groupama-FDJ \| + 31" \| \| |                   |                        |         |
| |                   |                        |         |
| Kilde: ProCyclingStats |                   |                        |         |
| Etaperesultat |                   |                        |         |
| Rytter | Rytter            | Hold                   | Tid     |
| 1. | Benjamin Thomas   | Cofidis                | 19' 21" |
| 2. | Niklas Larsen     | Uno-X Pro Cycling Team | + 9"    |
| 3. | Kasper Asgreen    | Soudal Quick-Step      | + 14"   |
| 4. | Ethan Vernon      | Soudal Quick-Step      | + 26"   |
| 5. | Cees Bol          | Astana Qazaqstan Team  | + 26"   |
| 6. | Lasse Norman Leth | Uno-X Pro Cycling Team | + 26"   |
| 7. | Samuel Watson     | Groupama-FDJ           | + 29"   |
| 8. | Mick van Dijke    | Jumbo-Visma            | + 30"   |
| 9. | Brent Van Moer    | Lotto Dstny            | + 30"   |
| 10. | Romain Grégoire   | Groupama-FDJ           | + 31"   |

| \| Samlede stilling \| Samlede stilling \| Samlede stilling \| Samlede stilling \| Samlede stilling \| \| Rytter \| Rytter \| Hold \| Tid \| \| \| ---------------- \| ----------------- \| ---------------------- \| ---------------- \| ---------------- \| \| 1. \| Benjamin Thomas \| Cofidis \| 8t 50' 04" \| \| \| 2. \| Kasper Asgreen \| Soudal Quick-Step \| + 14" \| \| \| 3. \| Ethan Vernon \| Soudal Quick-Step \| + 20" \| \| \| 4. \| Romain Grégoire \| Groupama-FDJ \| + 21" \| \| \| 5. \| Cees Bol \| Astana Qazaqstan Team \| + 26" \| \| \| 6. \| Lasse Norman Leth \| Uno-X Pro Cycling Team \| + 26" \| \| \| 7. \| Samuel Watson \| Groupama-FDJ \| + 29" \| \| \| 8. \| Brent Van Moer \| Lotto Dstny \| + 30" \| \| \| 9. \| Olav Kooij \| Jumbo-Visma \| + 31" \| \| \| 10. \| Peter Sagan \| TotalEnergies \| + 32" \| \| |                   |                        |            |
| |                   |                        |            |
| Kilde: ProCyclingStats |                   |                        |            |
| Samlede stilling |                   |                        |            |
| Rytter | Rytter            | Hold                   | Tid        |
| 1. | Benjamin Thomas   | Cofidis                | 8t 50' 04" |
| 2. | Kasper Asgreen    | Soudal Quick-Step      | + 14"      |
| 3. | Ethan Vernon      | Soudal Quick-Step      | + 20"      |
| 4. | Romain Grégoire   | Groupama-FDJ           | + 21"      |
| 5. | Cees Bol          | Astana Qazaqstan Team  | + 26"      |
| 6. | Lasse Norman Leth | Uno-X Pro Cycling Team | + 26"      |
| 7. | Samuel Watson     | Groupama-FDJ           | + 29"      |
| 8. | Brent Van Moer    | Lotto Dstny            | + 30"      |
| 9. | Olav Kooij        | Jumbo-Visma            | + 31"      |
| 10. | Peter Sagan       | TotalEnergies          | + 32"      |

### 4. etape
| Maubeuge - Achicourt | flad etape | (173,8 km) |

| \| Etaperesultat \| Etaperesultat \| Etaperesultat \| Etaperesultat \| Etaperesultat \| \| Rytter \| Rytter \| Hold \| Tid \| \| \| ------------- \| --------------- \| ------------------------ \| ------------- \| ------------- \| \| 1. \| Olav Kooij \| Jumbo-Visma \| 3t 44' 42" \| \| \| 2. \| Gerben Thijssen \| Intermarché-Circus-Wanty \| + 0" \| \| \| 3. \| Milan Fretin \| Team Flanders-Baloise \| + 0" \| \| \| 4. \| Erlend Blikra \| Uno-X Pro Cycling Team \| + 0" \| \| \| 5. \| Paul Penhoët \| Groupama-FDJ \| + 0" \| \| \| 6. \| Peter Sagan \| TotalEnergies \| + 0" \| \| \| 7. \| Lorrenzo Manzin \| TotalEnergies \| + 0" \| \| \| 8. \| Tim Merlier \| Soudal Quick-Step \| + 0" \| \| \| 9. \| Rüdiger Selig \| Lotto Dstny \| + 0" \| \| \| 10. \| Alexis Renard \| Cofidis \| + 0" \| \| |                 |                          |            |
| |                 |                          |            |
| Kilde: ProCyclingStats |                 |                          |            |
| Etaperesultat |                 |                          |            |
| Rytter | Rytter          | Hold                     | Tid        |
| 1. | Olav Kooij      | Jumbo-Visma              | 3t 44' 42" |
| 2. | Gerben Thijssen | Intermarché-Circus-Wanty | + 0"       |
| 3. | Milan Fretin    | Team Flanders-Baloise    | + 0"       |
| 4. | Erlend Blikra   | Uno-X Pro Cycling Team   | + 0"       |
| 5. | Paul Penhoët    | Groupama-FDJ             | + 0"       |
| 6. | Peter Sagan     | TotalEnergies            | + 0"       |
| 7. | Lorrenzo Manzin | TotalEnergies            | + 0"       |
| 8. | Tim Merlier     | Soudal Quick-Step        | + 0"       |
| 9. | Rüdiger Selig   | Lotto Dstny              | + 0"       |
| 10. | Alexis Renard   | Cofidis                  | + 0"       |

| \| Samlede stilling \| Samlede stilling \| Samlede stilling \| Samlede stilling \| Samlede stilling \| \| Rytter \| Rytter \| Hold \| Tid \| \| \| ---------------- \| ---------------- \| --------------------------------------- \| ---------------- \| ---------------- \| \| 1. \| Kasper Asgreen \| Soudal Quick-Step \| 12t 35' 00" \| \| \| 2. \| Ethan Vernon \| Soudal Quick-Step \| + 6" \| \| \| 3. \| Olav Kooij \| Jumbo-Visma \| + 7" \| \| \| 4. \| Romain Grégoire \| Groupama-FDJ \| + 7" \| \| \| 5. \| Cees Bol \| Astana Qazaqstan Team \| + 12" \| \| \| 6. \| Samuel Watson \| Groupama-FDJ \| + 15" \| \| \| 7. \| Brent Van Moer \| Lotto Dstny \| + 16" \| \| \| 8. \| Peter Sagan \| TotalEnergies \| + 18" \| \| \| 9. \| Logan Currie \| Bolton Equities Black Spoke Pro Cycling \| + 19" \| \| \| 10. \| Cedric Beullens \| Lotto Dstny \| + 26" \| \| |                 |                                         |             |
| |                 |                                         |             |
| Kilde: ProCyclingStats |                 |                                         |             |
| Samlede stilling |                 |                                         |             |
| Rytter | Rytter          | Hold                                    | Tid         |
| 1. | Kasper Asgreen  | Soudal Quick-Step                       | 12t 35' 00" |
| 2. | Ethan Vernon    | Soudal Quick-Step                       | + 6"        |
| 3. | Olav Kooij      | Jumbo-Visma                             | + 7"        |
| 4. | Romain Grégoire | Groupama-FDJ                            | + 7"        |
| 5. | Cees Bol        | Astana Qazaqstan Team                   | + 12"       |
| 6. | Samuel Watson   | Groupama-FDJ                            | + 15"       |
| 7. | Brent Van Moer  | Lotto Dstny                             | + 16"       |
| 8. | Peter Sagan     | TotalEnergies                           | + 18"       |
| 9. | Logan Currie    | Bolton Equities Black Spoke Pro Cycling | + 19"       |
| 10. | Cedric Beullens | Lotto Dstny                             | + 26"       |

### 5. etape
| Roubaix - Cassel | flad etape | (187,7 km) |

| \| Etaperesultat \| Etaperesultat \| Etaperesultat \| Etaperesultat \| Etaperesultat \| \| Rytter \| Rytter \| Hold \| Tid \| \| \| ------------- \| ------------------ \| --------------------- \| ------------- \| ------------- \| \| 1. \| Per Strand Hagenes \| Jumbo-Visma \| 4t 42' 29" \| \| \| 2. \| Romain Grégoire \| Groupama-FDJ \| + 0" \| \| \| 3. \| Alexis Renard \| Cofidis \| + 5" \| \| \| 4. \| Brent Van Moer \| Lotto Dstny \| + 5" \| \| \| 5. \| Greg Van Avermaet \| AG2R Citroën Team \| + 5" \| \| \| 6. \| Benjamin Thomas \| Cofidis \| + 8" \| \| \| 7. \| Cees Bol \| Astana Qazaqstan Team \| + 8" \| \| \| 8. \| Olav Kooij \| Jumbo-Visma \| + 11" \| \| \| 9. \| Cedric Beullens \| Lotto Dstny \| + 14" \| \| \| 10. \| Laurent Pichon \| Arkéa-Samsic \| + 14" \| \| |                    |                       |            |
| |                    |                       |            |
| Kilde: ProCyclingStats |                    |                       |            |
| Etaperesultat |                    |                       |            |
| Rytter | Rytter             | Hold                  | Tid        |
| 1. | Per Strand Hagenes | Jumbo-Visma           | 4t 42' 29" |
| 2. | Romain Grégoire    | Groupama-FDJ          | + 0"       |
| 3. | Alexis Renard      | Cofidis               | + 5"       |
| 4. | Brent Van Moer     | Lotto Dstny           | + 5"       |
| 5. | Greg Van Avermaet  | AG2R Citroën Team     | + 5"       |
| 6. | Benjamin Thomas    | Cofidis               | + 8"       |
| 7. | Cees Bol           | Astana Qazaqstan Team | + 8"       |
| 8. | Olav Kooij         | Jumbo-Visma           | + 11"      |
| 9. | Cedric Beullens    | Lotto Dstny           | + 14"      |
| 10. | Laurent Pichon     | Arkéa-Samsic          | + 14"      |

| \| Samlede stilling \| Samlede stilling \| Samlede stilling \| Samlede stilling \| Samlede stilling \| \| Rytter \| Rytter \| Hold \| Tid \| \| \| ---------------- \| ------------------ \| --------------------- \| ---------------- \| ---------------- \| \| 1. \| Romain Grégoire \| Groupama-FDJ \| 17t 17' 30" \| \| \| 2. \| Kasper Asgreen \| Soudal Quick-Step \| + 13" \| \| \| 3. \| Olav Kooij \| Jumbo-Visma \| + 17" \| \| \| 4. \| Cees Bol \| Astana Qazaqstan Team \| + 19" \| \| \| 5. \| Brent Van Moer \| Lotto Dstny \| + 20" \| \| \| 6. \| Ethan Vernon \| Soudal Quick-Step \| + 24" \| \| \| 7. \| Alexis Renard \| Cofidis \| + 27" \| \| \| 8. \| Per Strand Hagenes \| Jumbo-Visma \| + 28" \| \| \| 9. \| Peter Sagan \| TotalEnergies \| + 36" \| \| \| 10. \| Samuel Watson \| Groupama-FDJ \| + 39" \| \| |                    |                       |             |
| |                    |                       |             |
| Kilde: ProCyclingStats |                    |                       |             |
| Samlede stilling |                    |                       |             |
| Rytter | Rytter             | Hold                  | Tid         |
| 1. | Romain Grégoire    | Groupama-FDJ          | 17t 17' 30" |
| 2. | Kasper Asgreen     | Soudal Quick-Step     | + 13"       |
| 3. | Olav Kooij         | Jumbo-Visma           | + 17"       |
| 4. | Cees Bol           | Astana Qazaqstan Team | + 19"       |
| 5. | Brent Van Moer     | Lotto Dstny           | + 20"       |
| 6. | Ethan Vernon       | Soudal Quick-Step     | + 24"       |
| 7. | Alexis Renard      | Cofidis               | + 27"       |
| 8. | Per Strand Hagenes | Jumbo-Visma           | + 28"       |
| 9. | Peter Sagan        | TotalEnergies         | + 36"       |
| 10. | Samuel Watson      | Groupama-FDJ          | + 39"       |

### 6. etape
| Avion - Dunkerque | flad etape | (182,6 km) |

| \| Etaperesultat \| Etaperesultat \| Etaperesultat \| Etaperesultat \| Etaperesultat \| \| Rytter \| Rytter \| Hold \| Tid \| \| \| ------------- \| ---------------- \| ---------------------- \| ------------- \| ------------- \| \| 1. \| Tim Merlier \| Soudal Quick-Step \| 3t 56' 38" \| \| \| 2. \| Erlend Blikra \| Uno-X Pro Cycling Team \| + 0" \| \| \| 3. \| Cees Bol \| Astana Qazaqstan Team \| + 0" \| \| \| 4. \| Olav Kooij \| Jumbo-Visma \| + 0" \| \| \| 5. \| Max Walscheid \| Cofidis \| + 0" \| \| \| 6. \| Rüdiger Selig \| Lotto Dstny \| + 0" \| \| \| 7. \| Milan Fretin \| Team Flanders-Baloise \| + 0" \| \| \| 8. \| Paul Penhoët \| Groupama-FDJ \| + 0" \| \| \| 9. \| Hugo Hofstetter \| Arkéa-Samsic \| + 0" \| \| \| 10. \| Matteo Malucelli \| Bingoal WB \| + 0" \| \| |                  |                        |            |
| |                  |                        |            |
| Kilde: ProCyclingStats |                  |                        |            |
| Etaperesultat |                  |                        |            |
| Rytter | Rytter           | Hold                   | Tid        |
| 1. | Tim Merlier      | Soudal Quick-Step      | 3t 56' 38" |
| 2. | Erlend Blikra    | Uno-X Pro Cycling Team | + 0"       |
| 3. | Cees Bol         | Astana Qazaqstan Team  | + 0"       |
| 4. | Olav Kooij       | Jumbo-Visma            | + 0"       |
| 5. | Max Walscheid    | Cofidis                | + 0"       |
| 6. | Rüdiger Selig    | Lotto Dstny            | + 0"       |
| 7. | Milan Fretin     | Team Flanders-Baloise  | + 0"       |
| 8. | Paul Penhoët     | Groupama-FDJ           | + 0"       |
| 9. | Hugo Hofstetter  | Arkéa-Samsic           | + 0"       |
| 10. | Matteo Malucelli | Bingoal WB             | + 0"       |

## Resultater
| \| Samlede stilling \| Samlede stilling \| Samlede stilling \| Samlede stilling \| Samlede stilling \| \| Rytter \| Rytter \| Hold \| Tid \| \| \| ---------------- \| ------------------ \| --------------------- \| ---------------- \| ---------------- \| \| 1. \| Romain Grégoire \| Groupama-FDJ \| 21t 14' 08" \| \| \| 2. \| Kasper Asgreen \| Soudal Quick-Step \| + 13" \| \| \| 3. \| Cees Bol \| Astana Qazaqstan Team \| + 15" \| \| \| 4. \| Olav Kooij \| Jumbo-Visma \| + 17" \| \| \| 5. \| Brent Van Moer \| Lotto Dstny \| + 20" \| \| \| 6. \| Ethan Vernon \| Soudal Quick-Step \| + 24" \| \| \| 7. \| Alexis Renard \| Cofidis \| + 27" \| \| \| 8. \| Peter Sagan \| TotalEnergies \| + 36" \| \| \| 9. \| Per Strand Hagenes \| Jumbo-Visma \| + 36" \| \| \| 10. \| Samuel Watson \| Groupama-FDJ \| + 39" \| \| |                    |                       |             |
| |                    |                       |             |
| Kilde: ProCyclingStats |                    |                       |             |
| Samlede stilling |                    |                       |             |
| Rytter | Rytter             | Hold                  | Tid         |
| 1. | Romain Grégoire    | Groupama-FDJ          | 21t 14' 08" |
| 2. | Kasper Asgreen     | Soudal Quick-Step     | + 13"       |
| 3. | Cees Bol           | Astana Qazaqstan Team | + 15"       |
| 4. | Olav Kooij         | Jumbo-Visma           | + 17"       |
| 5. | Brent Van Moer     | Lotto Dstny           | + 20"       |
| 6. | Ethan Vernon       | Soudal Quick-Step     | + 24"       |
| 7. | Alexis Renard      | Cofidis               | + 27"       |
| 8. | Peter Sagan        | TotalEnergies         | + 36"       |
| 9. | Per Strand Hagenes | Jumbo-Visma           | + 36"       |
| 10. | Samuel Watson      | Groupama-FDJ          | + 39"       |

| Samlede stilling | Samlede stilling   | Samlede stilling      | Samlede stilling | Samlede stilling |
| Rytter           | Rytter             | Hold                  | Tid              |                  |
| ---------------- | ------------------ | --------------------- | ---------------- | ---------------- |
| 1.               | Romain Grégoire    | Groupama-FDJ          | 21t 14' 08"      |                  |
| 2.               | Kasper Asgreen     | Soudal Quick-Step     | + 13"            |                  |
| 3.               | Cees Bol           | Astana Qazaqstan Team | + 15"            |                  |
| 4.               | Olav Kooij         | Jumbo-Visma           | + 17"            |                  |
| 5.               | Brent Van Moer     | Lotto Dstny           | + 20"            |                  |
| 6.               | Ethan Vernon       | Soudal Quick-Step     | + 24"            |                  |
| 7.               | Alexis Renard      | Cofidis               | + 27"            |                  |
| 8.               | Peter Sagan        | TotalEnergies         | + 36"            |                  |
| 9.               | Per Strand Hagenes | Jumbo-Visma           | + 36"            |                  |
| 10.              | Samuel Watson      | Groupama-FDJ          | + 39"            |                  |

| Pointkonkurrence | Pointkonkurrence | Pointkonkurrence                  | Pointkonkurrence | Pointkonkurrence |
| Rytter           | Rytter           | Hold                              | Point            |                  |
| ---------------- | ---------------- | --------------------------------- | ---------------- | ---------------- |
| 1.               | Olav Kooij       | Jumbo-Visma                       | 41 point         |                  |
| 2.               | Romain Grégoire  | Groupama-FDJ                      | 28 point         |                  |
| 3.               | Benjamin Thomas  | Cofidis                           | 25 point         |                  |
| 4.               | Tim Merlier      | Soudal Quick-Step                 | 25 point         |                  |
| 5.               | Erlend Blikra    | Uno-X Pro Cycling Team            | 22 point         |                  |
| 6.               | Paul Penhoët     | Groupama-FDJ                      | 21 point         |                  |
| 7.               | Cees Bol         | Astana Qazaqstan Team             | 19 point         |                  |
| 8.               | Ethan Vernon     | Soudal Quick-Step                 | 19 point         |                  |
| 9.               | Max Walscheid    | Cofidis                           | 18 point         |                  |
| 10.              | Samuel Leroux    | Van Rysel-Roubaix Lille Métropole | 17 point         |                  |

| Pointkonkurrence | Pointkonkurrence | Pointkonkurrence                  | Pointkonkurrence | Pointkonkurrence |
| Rytter           | Rytter           | Hold                              | Point            |                  |
| ---------------- | ---------------- | --------------------------------- | ---------------- | ---------------- |
| 1.               | Olav Kooij       | Jumbo-Visma                       | 41 point         |                  |
| 2.               | Romain Grégoire  | Groupama-FDJ                      | 28 point         |                  |
| 3.               | Benjamin Thomas  | Cofidis                           | 25 point         |                  |
| 4.               | Tim Merlier      | Soudal Quick-Step                 | 25 point         |                  |
| 5.               | Erlend Blikra    | Uno-X Pro Cycling Team            | 22 point         |                  |
| 6.               | Paul Penhoët     | Groupama-FDJ                      | 21 point         |                  |
| 7.               | Cees Bol         | Astana Qazaqstan Team             | 19 point         |                  |
| 8.               | Ethan Vernon     | Soudal Quick-Step                 | 19 point         |                  |
| 9.               | Max Walscheid    | Cofidis                           | 18 point         |                  |
| 10.              | Samuel Leroux    | Van Rysel-Roubaix Lille Métropole | 17 point         |                  |

| Bjergkonkurrence | Bjergkonkurrence | Bjergkonkurrence                        | Bjergkonkurrence | Bjergkonkurrence |
| Rytter           | Rytter           | Hold                                    | Point            |                  |
| ---------------- | ---------------- | --------------------------------------- | ---------------- | ---------------- |
| 1.               | Alex Colman      | Team Flanders-Baloise                   | 39 point         |                  |
| 2.               | Kenny Molly      | Van Rysel-Roubaix Lille Métropole       | 23 point         |                  |
| 3.               | Tuur Dens        | Team Flanders-Baloise                   | 15 point         |                  |
| 4.               | Ceriel Desal     | Bingoal WB                              | 13 point         |                  |
| 5.               | Mathis Le Berre  | Arkéa-Samsic                            | 7 point          |                  |
| 6.               | Pier-André Côté  | Human Powered Health                    | 4 point          |                  |
| 7.               | Rait Ärm         | Van Rysel-Roubaix Lille Métropole       | 4 point          |                  |
| 8.               | Geoffrey Soupe   | TotalEnergies                           | 3 point          |                  |
| 9.               | Kasper Asgreen   | Soudal Quick-Step                       | 2 point          |                  |
| 10.              | Logan Currie     | Bolton Equities Black Spoke Pro Cycling | 2 point          |                  |

| Bjergkonkurrence | Bjergkonkurrence | Bjergkonkurrence                        | Bjergkonkurrence | Bjergkonkurrence |
| Rytter           | Rytter           | Hold                                    | Point            |                  |
| ---------------- | ---------------- | --------------------------------------- | ---------------- | ---------------- |
| 1.               | Alex Colman      | Team Flanders-Baloise                   | 39 point         |                  |
| 2.               | Kenny Molly      | Van Rysel-Roubaix Lille Métropole       | 23 point         |                  |
| 3.               | Tuur Dens        | Team Flanders-Baloise                   | 15 point         |                  |
| 4.               | Ceriel Desal     | Bingoal WB                              | 13 point         |                  |
| 5.               | Mathis Le Berre  | Arkéa-Samsic                            | 7 point          |                  |
| 6.               | Pier-André Côté  | Human Powered Health                    | 4 point          |                  |
| 7.               | Rait Ärm         | Van Rysel-Roubaix Lille Métropole       | 4 point          |                  |
| 8.               | Geoffrey Soupe   | TotalEnergies                           | 3 point          |                  |
| 9.               | Kasper Asgreen   | Soudal Quick-Step                       | 2 point          |                  |
| 10.              | Logan Currie     | Bolton Equities Black Spoke Pro Cycling | 2 point          |                  |

| Ungdomskonkurrence | Ungdomskonkurrence | Ungdomskonkurrence                      | Ungdomskonkurrence | Ungdomskonkurrence |
| Rytter             | Rytter             | Hold                                    | Tid                |                    |
| ------------------ | ------------------ | --------------------------------------- | ------------------ | ------------------ |
| 1.                 | Romain Grégoire    | Groupama-FDJ                            | + 21t 14' 08"      |                    |
| 2.                 | Olav Kooij         | Jumbo-Visma                             | + 17"              |                    |
| 3.                 | Ethan Vernon       | Soudal Quick-Step                       | + 24"              |                    |
| 4.                 | Alexis Renard      | Cofidis                                 | + 27"              |                    |
| 5.                 | Per Strand Hagenes | Jumbo-Visma                             | + 36"              |                    |
| 6.                 | Samuel Watson      | Groupama-FDJ                            | + 39"              |                    |
| 7.                 | Logan Currie       | Bolton Equities Black Spoke Pro Cycling | + 41"              |                    |
| 8.                 | Paul Penhoët       | Groupama-FDJ                            | + 1' 52"           |                    |
| 9.                 | Luca Van Boven     | Bingoal WB                              | + 2' 07"           |                    |
| 10.                | Antoine Raugel     | AG2R Citroën Team                       | + 2' 38"           |                    |

| Ungdomskonkurrence | Ungdomskonkurrence | Ungdomskonkurrence                      | Ungdomskonkurrence | Ungdomskonkurrence |
| Rytter             | Rytter             | Hold                                    | Tid                |                    |
| ------------------ | ------------------ | --------------------------------------- | ------------------ | ------------------ |
| 1.                 | Romain Grégoire    | Groupama-FDJ                            | + 21t 14' 08"      |                    |
| 2.                 | Olav Kooij         | Jumbo-Visma                             | + 17"              |                    |
| 3.                 | Ethan Vernon       | Soudal Quick-Step                       | + 24"              |                    |
| 4.                 | Alexis Renard      | Cofidis                                 | + 27"              |                    |
| 5.                 | Per Strand Hagenes | Jumbo-Visma                             | + 36"              |                    |
| 6.                 | Samuel Watson      | Groupama-FDJ                            | + 39"              |                    |
| 7.                 | Logan Currie       | Bolton Equities Black Spoke Pro Cycling | + 41"              |                    |
| 8.                 | Paul Penhoët       | Groupama-FDJ                            | + 1' 52"           |                    |
| 9.                 | Luca Van Boven     | Bingoal WB                              | + 2' 07"           |                    |
| 10.                | Antoine Raugel     | AG2R Citroën Team                       | + 2' 38"           |                    |

### Holdkonkurrencen
| Holdkonkurrence | Holdkonkurrence          | Holdkonkurrence | Holdkonkurrence |
| Hold            | Hold                     | Tid             |                 |
| --------------- | ------------------------ | --------------- | --------------- |
| 1.              | Jumbo-Visma              | 63t 44' 41"     |                 |
| 2.              | Lotto Dstny              | + 0"            |                 |
| 3.              | Soudal Quick-Step        | + 1"            |                 |
| 4.              | Groupama-FDJ             | + 25"           |                 |
| 5.              | AG2R Citroën Team        | + 1' 14"        |                 |
| 6.              | Arkéa-Samsic             | + 3' 39"        |                 |
| 7.              | TotalEnergies            | + 3' 50"        |                 |
| 8.              | Intermarché-Circus-Wanty | + 8' 12"        |                 |
| 9.              | Cofidis                  | + 9' 52"        |                 |
| 10.             | Uno-X Pro Cycling Team   | + 10' 00"       |                 |

## Hold og ryttere
| UCI WorldTeams (8)- AG2R Citroën Team - Astana Qazaqstan Team - Cofidis - Groupama-FDJ - Intermarché-Circus-Wanty - Jumbo-Visma - Soudal Quick-Step - Arkéa-Samsic UCI ProTeams (8)- Bingoal WB - Bolton Equities Black Spoke Pro Cycling - Equipo Kern Pharma - Human Powered Health - Lotto Dstny - Team Flanders-Baloise - TotalEnergies - Uno-X Pro Cycling Team UCI Kontinentalhold (4)- CIC U Nantes Atlantique - Van Rysel-Roubaix Lille Métropole - Nice Métropole Côte d'Azur - Saint Michel-Mavic-Auber 93 |
| |

### Danske ryttere
| Danske ryttere på startlisten |                         |                          |           |
| Rygnummer                     | Rytter                  | Hold                     | Placering |
| 45                            | Julius Johansen         | Intermarché-Circus-Wanty | 49        |
| 82                            | Kasper Asgreen          | Soudal Quick-Step        | 2         |
| 131                           | Lasse Norman Leth       | Uno-X Pro Cycling Team   | 80        |
| 134                           | Niklas Larsen           | Uno-X Pro Cycling Team   | 88        |
| 135                           | Anthon Charmig          | Uno-X Pro Cycling Team   | 23        |
| 136                           | William Blume Levy      | Uno-X Pro Cycling Team   | DNF-6     |
| 194                           | Rasmus Søjberg Pedersen | CIC U Nantes Atlantique  | 81        |

* DNF = gennemførte ikke

### Startliste
| Lotto Dstny LTD | Lotto Dstny LTD          | Lotto Dstny LTD |
| --------------- | ------------------------ | --------------- |
| Nr.             | Rytter                   | Placering       |
| 1               | Arnaud De Lie (BEL)      | DNS-2           |
| 2               | Cedric Beullens (BEL)    | 11.             |
| 3               | Axel De Lie (BEL)        | 101.            |
| 4               | Sébastien Grignard (BEL) | 53.             |
| 5               | Arjen Livyns (BEL)       | 17.             |
| 6               | Rüdiger Selig (GER)      | 46.             |
| 7               | Brent Van Moer (BEL)     | 5.              |

| AG2R Citroën Team ACT | AG2R Citroën Team ACT     | AG2R Citroën Team ACT |
| --------------------- | ------------------------- | --------------------- |
| Nr.                   | Rytter                    | Placering             |
| 11                    | Greg Van Avermaet (BEL)   | 13.                   |
| 12                    | Benoît Cosnefroy (FRA)    | DNS-6                 |
| 13                    | Oliver Naesen (BEL)       | 18.                   |
| 14                    | Valentin Retailleau (FRA) | 65.                   |
| 15                    | Antoine Raugel (FRA)      | 25.                   |
| 16                    | Marc Sarreau (FRA)        | 82.                   |
| 17                    | Bastien Tronchon (FRA)    | DNF-5                 |

| Groupama-FDJ GFC | Groupama-FDJ GFC      | Groupama-FDJ GFC |
| ---------------- | --------------------- | ---------------- |
| Nr.              | Rytter                | Placering        |
| 21               | Lewis Askey (GBR)     | 32.              |
| 22               | Romain Grégoire (FRA) | 1.               |
| 23               | Olivier Le Gac (FRA)  | 33.              |
| 24               | Enzo Paleni (FRA)     | 67.              |
| 25               | Paul Penhoët (FRA)    | 19.              |
| 26               | Samuel Watson (GBR)   | 10.              |
| 27               | Bram Welten (NED)     | 72.              |

| Cofidis COF | Cofidis COF            | Cofidis COF |
| ----------- | ---------------------- | ----------- |
| Nr.         | Rytter                 | Placering   |
| 31          | Benjamin Thomas (FRA)  | 16.         |
| 32          | Piet Allegaert (BEL)   | 59.         |
| 33          | Victor Lafay (FRA)     | DNF-5       |
| 34          | Christophe Noppe (BEL) | 94.         |
| 35          | Alexis Renard (FRA)    | 7.          |
| 36          | Jelle Wallays (BEL)    | 93.         |
| 37          | Max Walscheid (GER)    | 60.         |

| Intermarché-Circus-Wanty ICW | Intermarché-Circus-Wanty ICW | Intermarché-Circus-Wanty ICW |
| ---------------------------- | ---------------------------- | ---------------------------- |
| Nr.                          | Rytter                       | Placering                    |
| 41                           | Gerben Thijssen (BEL)        | 66.                          |
| 42                           | Adrien Petit (FRA)           | 70.                          |
| 43                           | Axel Huens (FRA)             | 45.                          |
| 44                           | Kevin Kuhn (SUI)             | 62.                          |
| 45                           | Julius Johansen (DEN)        | 49.                          |
| 46                           | Boy van Poppel (NED)         | 85.                          |
| 47                           | Loïc Vliegen (BEL)           | 22.                          |

| Arkéa-Samsic ARK | Arkéa-Samsic ARK        | Arkéa-Samsic ARK |
| ---------------- | ----------------------- | ---------------- |
| Nr.              | Rytter                  | Placering        |
| 51               | Hugo Hofstetter (FRA)   | 38.              |
| 52               | Louis Barré (FRA)       | DNS-5            |
| 53               | Anthony Delaplace (FRA) | 14.              |
| 54               | Daniel McLay (GBR)      | DNS-4            |
| 55               | Kévin Ledanois (FRA)    | DNS-4            |
| 56               | Laurent Pichon (FRA)    | 15.              |
| 57               | Mathis Le Berre (FRA)   | 52.              |

| TotalEnergies TEN | TotalEnergies TEN                 | TotalEnergies TEN |
| ----------------- | --------------------------------- | ----------------- |
| Nr.               | Rytter                            | Placering         |
| 61                | Peter Sagan (SVK) (landevej)      | 8.                |
| 62                | Maciej Bodnar (POL) (enkeltstart) | 84.               |
| 63                | Lorrenzo Manzin (FRA)             | 76.               |
| 64                | Daniel Oss (ITA)                  | 58.               |
| 65                | Geoffrey Soupe (FRA)              | 56.               |
| 66                | Anthony Turgis (FRA)              | DNF-6             |
| 67                | Paul Ourselin (FRA)               | 31.               |

| Jumbo-Visma TJV | Jumbo-Visma TJV          | Jumbo-Visma TJV |
| --------------- | ------------------------ | --------------- |
| Nr.             | Rytter                   | Placering       |
| 71              | Olav Kooij (NED)         | 4.              |
| 72              | Mick van Dijke (NED)     | 30.             |
| 73              | Loe van Belle (NED)      | 36.             |
| 74              | Jos van Emden (NED)      | 26.             |
| 75              | Timo Roosen (NED)        | 50.             |
| 76              | Tosh Van der Sande (BEL) | 41.             |
| 77              | Per Strand Hagenes (NOR) | 9.              |

| Soudal Quick-Step SOQ | Soudal Quick-Step SOQ        | Soudal Quick-Step SOQ |
| --------------------- | ---------------------------- | --------------------- |
| Nr.                   | Rytter                       | Placering             |
| 81                    | Tim Merlier (BEL) (landevej) | 35.                   |
| 82                    | Kasper Asgreen (DEN)         | 2.                    |
| 83                    | Jannik Steimle (GER)         | 73.                   |
| 84                    | Bert Van Lerberghe (BEL)     | 47.                   |
| 85                    | Stan Van Tricht (BEL)        | 39.                   |
| 86                    | Ethan Vernon (GBR)           | 6.                    |
| 87                    | Lars Craps (BEL)             | 96.                   |

| Astana Qazaqstan Team AST | Astana Qazaqstan Team AST         | Astana Qazaqstan Team AST |
| ------------------------- | --------------------------------- | ------------------------- |
| Nr.                       | Rytter                            | Placering                 |
| 91                        | Cees Bol (NED)                    | 3.                        |
| 92                        | Gleb Syritsa                      | DNS-2                     |
| 93                        | Jevgenij Giditj (KAZ) (landevej)  | 83.                       |
| 94                        | Gleb Brussenskij (KAZ)            | 40.                       |
| 95                        | Jurij Natarov (KAZ) (enkeltstart) | 103.                      |
| 96                        | Dmitrij Gruzdev (KAZ)             | 55.                       |
| 97                        | Igor Tjzhan (KAZ)                 | DNS-5                     |

| Team Flanders-Baloise TFB | Team Flanders-Baloise TFB | Team Flanders-Baloise TFB |
| ------------------------- | ------------------------- | ------------------------- |
| Nr.                       | Rytter                    | Placering                 |
| 101                       | Alex Colman (BEL)         | 63.                       |
| 102                       | Noah Vandenbranden (BEL)  | DNF-5                     |
| 103                       | Lindsay De Vylder (BEL)   | 79.                       |
| 104                       | Gilles De Wilde (BEL)     | 92.                       |
| 105                       | Tuur Dens (BEL)           | 104.                      |
| 106                       | Milan Fretin (BEL)        | 68.                       |
| 107                       | Aaron Van Poucke (BEL)    | 57.                       |

| Bingoal WB BWB | Bingoal WB BWB                 | Bingoal WB BWB |
| -------------- | ------------------------------ | -------------- |
| Nr.            | Rytter                         | Placering      |
| 111            | Guillaume Van Keirsbulck (BEL) | 78.            |
| 112            | Ceriel Desal (BEL)             | 71.            |
| 113            | Matteo Malucelli (ITA)         | 87.            |
| 114            | Julian Mertens (BEL)           | 42.            |
| 115            | Ludovic Robeet (BEL)           | 34.            |
| 116            | Luca Van Boven (BEL)           | 21.            |
| 117            | Karl Patrick Lauk (EST)        | DNF-1          |

| Human Powered Health HPM | Human Powered Health HPM         | Human Powered Health HPM |
| ------------------------ | -------------------------------- | ------------------------ |
| Nr.                      | Rytter                           | Placering                |
| 121                      | Chad Haga (USA)                  | DNF-6                    |
| 122                      | Stanisław Aniołkowski (POL)      | 64.                      |
| 123                      | Alan Banaszek (POL)              | DNF-6                    |
| 124                      | Pier-André Côté (CAN) (landevej) | 20.                      |
| 125                      | Gage Hecht (USA)                 | DNF-6                    |
| 126                      | Benjamin Perry (CAN)             | DNS-2                    |
| 127                      | Barnabás Peák (HUN)              | DNS-2                    |

| Uno-X Pro Cycling Team UXT | Uno-X Pro Cycling Team UXT  | Uno-X Pro Cycling Team UXT |
| -------------------------- | --------------------------- | -------------------------- |
| Nr.                        | Rytter                      | Placering                  |
| 131                        | Lasse Norman Leth (DEN)     | 80.                        |
| 132                        | Erlend Blikra (NOR)         | 89.                        |
| 133                        | Erik Nordsæter Resell (NOR) | 27.                        |
| 134                        | Niklas Larsen (DEN)         | 88.                        |
| 135                        | Anthon Charmig (DEN)        | 23.                        |
| 136                        | William Blume Levy (DEN)    | DNF-6                      |
| 137                        | Jonas Abrahamsen (NOR)      | 91.                        |

| Equipo Kern Pharma EKP | Equipo Kern Pharma EKP      | Equipo Kern Pharma EKP |
| ---------------------- | --------------------------- | ---------------------- |
| Nr.                    | Rytter                      | Placering              |
| 141                    | Martí Márquez (ESP)         | DNF-5                  |
| 142                    | Eugenio Sánchez López (ESP) | DNF-6                  |
| 143                    | Ibon Ruiz (ESP)             | DNF-6                  |
| 144                    | Danny van der Tuuk (NED)    | 75.                    |
| 145                    | Urko Berrade (ESP)          | 69.                    |
| 146                    | Iñigo Elosegui (ESP)        | DNF-5                  |
| 147                    | Pau Miquel (ESP)            | 48.                    |

| Bolton Equities Black Spoke Pro Cycling BEB | Bolton Equities Black Spoke Pro Cycling BEB | Bolton Equities Black Spoke Pro Cycling BEB |
| ------------------------------------------- | ------------------------------------------- | ------------------------------------------- |
| Nr.                                         | Rytter                                      | Placering                                   |
| 151                                         | Aaron Gate (NZL) (enkeltstart)              | 51.                                         |
| 152                                         | Logan Currie (NZL)                          | 12.                                         |
| 153                                         | Ollie Jones (NZL)                           | 77.                                         |
| 154                                         | Luke Mudgway (NZL)                          | 86.                                         |
| 155                                         | Mark Stewart (GBR)                          | DNS-3                                       |
| 156                                         | Thomas Sexton (NZL)                         | 100.                                        |
| 157                                         | James Oram (NZL) (landevej)                 | 99.                                         |

| Van Rysel-Roubaix Lille Métropole VRL | Van Rysel-Roubaix Lille Métropole VRL | Van Rysel-Roubaix Lille Métropole VRL |
| ------------------------------------- | ------------------------------------- | ------------------------------------- |
| Nr.                                   | Rytter                                | Placering                             |
| 161                                   | Thomas Boudat (FRA)                   | DNF-6                                 |
| 162                                   | Samuel Leroux (FRA)                   | 44.                                   |
| 163                                   | Rait Ärm (EST)                        | 43.                                   |
| 164                                   | Norman Vahtra (EST)                   | 97.                                   |
| 165                                   | Maxime Jarnet (FRA)                   | 54.                                   |
| 166                                   | Valentin Tabellion (FRA)              | 74.                                   |
| 167                                   | Kenny Molly (BEL)                     | 61.                                   |

| Saint Michel-Mavic-Auber 93 AUB | Saint Michel-Mavic-Auber 93 AUB | Saint Michel-Mavic-Auber 93 AUB |
| ------------------------------- | ------------------------------- | ------------------------------- |
| Nr.                             | Rytter                          | Placering                       |
| 171                             | Rudy Barbier (FRA)              | DNF-2                           |
| 172                             | Romain Cardis (FRA)             | 28.                             |
| 173                             | Nicolas Debeaumarché (FRA)      | DNF-6                           |
| 174                             | Théo Delacroix (FRA)            | DNS-2                           |
| 175                             | Joris Delbove (FRA)             | DNF-6                           |
| 176                             | Flavien Maurelet (FRA)          | 24.                             |
| 177                             | Morne van Niekerk (RSA)         | 90.                             |

| Nice Métropole Côte d'Azur NMC | Nice Métropole Côte d'Azur NMC | Nice Métropole Côte d'Azur NMC |
| ------------------------------ | ------------------------------ | ------------------------------ |
| Nr.                            | Rytter                         | Placering                      |
| 181                            | Jonathan Couanon (FRA)         | 29.                            |
| 182                            | Damien Girard (FRA)            | DNF-6                          |
| 183                            | Paul Hennequin (FRA)           | DNF-5                          |
| 184                            | Julian Lino (FRA)              | 98.                            |
| 185                            | Jean-Louis Le Ny (FRA)         | DNF-5                          |
| 186                            | Andrea Mifsud                  | DNF-5                          |
| 187                            | Axel Narbonne-Zuccarelli (FRA) | DNF-5                          |

| CIC U Nantes Atlantique UCN | CIC U Nantes Atlantique UCN   | CIC U Nantes Atlantique UCN |
| --------------------------- | ----------------------------- | --------------------------- |
| Nr.                         | Rytter                        | Placering                   |
| 191                         | Pierre Barbier (FRA)          | 95.                         |
| 192                         | Enzo Boulet (FRA)             | 102.                        |
| 193                         | Lucas Bourgoyne (USA)         | DNF-4                       |
| 194                         | Rasmus Søjberg Pedersen (DEN) | 81.                         |
| 195                         | Maël Guégan (FRA)             | 37.                         |
| 196                         | Nolann Mahoudo (FRA)          | DNS-5                       |
| 197                         | Emmanuel Morin (FRA)          | DNF-5                       |

| Lotto Dstny LTD | Lotto Dstny LTD          | Lotto Dstny LTD |
| --------------- | ------------------------ | --------------- |
| Nr.             | Rytter                   | Placering       |
| 1               | Arnaud De Lie (BEL)      | DNS-2           |
| 2               | Cedric Beullens (BEL)    | 11.             |
| 3               | Axel De Lie (BEL)        | 101.            |
| 4               | Sébastien Grignard (BEL) | 53.             |
| 5               | Arjen Livyns (BEL)       | 17.             |
| 6               | Rüdiger Selig (GER)      | 46.             |
| 7               | Brent Van Moer (BEL)     | 5.              |

| AG2R Citroën Team ACT | AG2R Citroën Team ACT     | AG2R Citroën Team ACT |
| --------------------- | ------------------------- | --------------------- |
| Nr.                   | Rytter                    | Placering             |
| 11                    | Greg Van Avermaet (BEL)   | 13.                   |
| 12                    | Benoît Cosnefroy (FRA)    | DNS-6                 |
| 13                    | Oliver Naesen (BEL)       | 18.                   |
| 14                    | Valentin Retailleau (FRA) | 65.                   |
| 15                    | Antoine Raugel (FRA)      | 25.                   |
| 16                    | Marc Sarreau (FRA)        | 82.                   |
| 17                    | Bastien Tronchon (FRA)    | DNF-5                 |

| Groupama-FDJ GFC | Groupama-FDJ GFC      | Groupama-FDJ GFC |
| ---------------- | --------------------- | ---------------- |
| Nr.              | Rytter                | Placering        |
| 21               | Lewis Askey (GBR)     | 32.              |
| 22               | Romain Grégoire (FRA) | 1.               |
| 23               | Olivier Le Gac (FRA)  | 33.              |
| 24               | Enzo Paleni (FRA)     | 67.              |
| 25               | Paul Penhoët (FRA)    | 19.              |
| 26               | Samuel Watson (GBR)   | 10.              |
| 27               | Bram Welten (NED)     | 72.              |

| Cofidis COF | Cofidis COF            | Cofidis COF |
| ----------- | ---------------------- | ----------- |
| Nr.         | Rytter                 | Placering   |
| 31          | Benjamin Thomas (FRA)  | 16.         |
| 32          | Piet Allegaert (BEL)   | 59.         |
| 33          | Victor Lafay (FRA)     | DNF-5       |
| 34          | Christophe Noppe (BEL) | 94.         |
| 35          | Alexis Renard (FRA)    | 7.          |
| 36          | Jelle Wallays (BEL)    | 93.         |
| 37          | Max Walscheid (GER)    | 60.         |

| Intermarché-Circus-Wanty ICW | Intermarché-Circus-Wanty ICW | Intermarché-Circus-Wanty ICW |
| ---------------------------- | ---------------------------- | ---------------------------- |
| Nr.                          | Rytter                       | Placering                    |
| 41                           | Gerben Thijssen (BEL)        | 66.                          |
| 42                           | Adrien Petit (FRA)           | 70.                          |
| 43                           | Axel Huens (FRA)             | 45.                          |
| 44                           | Kevin Kuhn (SUI)             | 62.                          |
| 45                           | Julius Johansen (DEN)        | 49.                          |
| 46                           | Boy van Poppel (NED)         | 85.                          |
| 47                           | Loïc Vliegen (BEL)           | 22.                          |

| Arkéa-Samsic ARK | Arkéa-Samsic ARK        | Arkéa-Samsic ARK |
| ---------------- | ----------------------- | ---------------- |
| Nr.              | Rytter                  | Placering        |
| 51               | Hugo Hofstetter (FRA)   | 38.              |
| 52               | Louis Barré (FRA)       | DNS-5            |
| 53               | Anthony Delaplace (FRA) | 14.              |
| 54               | Daniel McLay (GBR)      | DNS-4            |
| 55               | Kévin Ledanois (FRA)    | DNS-4            |
| 56               | Laurent Pichon (FRA)    | 15.              |
| 57               | Mathis Le Berre (FRA)   | 52.              |

| TotalEnergies TEN | TotalEnergies TEN                 | TotalEnergies TEN |
| ----------------- | --------------------------------- | ----------------- |
| Nr.               | Rytter                            | Placering         |
| 61                | Peter Sagan (SVK) (landevej)      | 8.                |
| 62                | Maciej Bodnar (POL) (enkeltstart) | 84.               |
| 63                | Lorrenzo Manzin (FRA)             | 76.               |
| 64                | Daniel Oss (ITA)                  | 58.               |
| 65                | Geoffrey Soupe (FRA)              | 56.               |
| 66                | Anthony Turgis (FRA)              | DNF-6             |
| 67                | Paul Ourselin (FRA)               | 31.               |

| Jumbo-Visma TJV | Jumbo-Visma TJV          | Jumbo-Visma TJV |
| --------------- | ------------------------ | --------------- |
| Nr.             | Rytter                   | Placering       |
| 71              | Olav Kooij (NED)         | 4.              |
| 72              | Mick van Dijke (NED)     | 30.             |
| 73              | Loe van Belle (NED)      | 36.             |
| 74              | Jos van Emden (NED)      | 26.             |
| 75              | Timo Roosen (NED)        | 50.             |
| 76              | Tosh Van der Sande (BEL) | 41.             |
| 77              | Per Strand Hagenes (NOR) | 9.              |

| Soudal Quick-Step SOQ | Soudal Quick-Step SOQ        | Soudal Quick-Step SOQ |
| --------------------- | ---------------------------- | --------------------- |
| Nr.                   | Rytter                       | Placering             |
| 81                    | Tim Merlier (BEL) (landevej) | 35.                   |
| 82                    | Kasper Asgreen (DEN)         | 2.                    |
| 83                    | Jannik Steimle (GER)         | 73.                   |
| 84                    | Bert Van Lerberghe (BEL)     | 47.                   |
| 85                    | Stan Van Tricht (BEL)        | 39.                   |
| 86                    | Ethan Vernon (GBR)           | 6.                    |
| 87                    | Lars Craps (BEL)             | 96.                   |

| Astana Qazaqstan Team AST | Astana Qazaqstan Team AST         | Astana Qazaqstan Team AST |
| ------------------------- | --------------------------------- | ------------------------- |
| Nr.                       | Rytter                            | Placering                 |
| 91                        | Cees Bol (NED)                    | 3.                        |
| 92                        | Gleb Syritsa                      | DNS-2                     |
| 93                        | Jevgenij Giditj (KAZ) (landevej)  | 83.                       |
| 94                        | Gleb Brussenskij (KAZ)            | 40.                       |
| 95                        | Jurij Natarov (KAZ) (enkeltstart) | 103.                      |
| 96                        | Dmitrij Gruzdev (KAZ)             | 55.                       |
| 97                        | Igor Tjzhan (KAZ)                 | DNS-5                     |

| Team Flanders-Baloise TFB | Team Flanders-Baloise TFB | Team Flanders-Baloise TFB |
| ------------------------- | ------------------------- | ------------------------- |
| Nr.                       | Rytter                    | Placering                 |
| 101                       | Alex Colman (BEL)         | 63.                       |
| 102                       | Noah Vandenbranden (BEL)  | DNF-5                     |
| 103                       | Lindsay De Vylder (BEL)   | 79.                       |
| 104                       | Gilles De Wilde (BEL)     | 92.                       |
| 105                       | Tuur Dens (BEL)           | 104.                      |
| 106                       | Milan Fretin (BEL)        | 68.                       |
| 107                       | Aaron Van Poucke (BEL)    | 57.                       |

| Bingoal WB BWB | Bingoal WB BWB                 | Bingoal WB BWB |
| -------------- | ------------------------------ | -------------- |
| Nr.            | Rytter                         | Placering      |
| 111            | Guillaume Van Keirsbulck (BEL) | 78.            |
| 112            | Ceriel Desal (BEL)             | 71.            |
| 113            | Matteo Malucelli (ITA)         | 87.            |
| 114            | Julian Mertens (BEL)           | 42.            |
| 115            | Ludovic Robeet (BEL)           | 34.            |
| 116            | Luca Van Boven (BEL)           | 21.            |
| 117            | Karl Patrick Lauk (EST)        | DNF-1          |

| Human Powered Health HPM | Human Powered Health HPM         | Human Powered Health HPM |
| ------------------------ | -------------------------------- | ------------------------ |
| Nr.                      | Rytter                           | Placering                |
| 121                      | Chad Haga (USA)                  | DNF-6                    |
| 122                      | Stanisław Aniołkowski (POL)      | 64.                      |
| 123                      | Alan Banaszek (POL)              | DNF-6                    |
| 124                      | Pier-André Côté (CAN) (landevej) | 20.                      |
| 125                      | Gage Hecht (USA)                 | DNF-6                    |
| 126                      | Benjamin Perry (CAN)             | DNS-2                    |
| 127                      | Barnabás Peák (HUN)              | DNS-2                    |

| Uno-X Pro Cycling Team UXT | Uno-X Pro Cycling Team UXT  | Uno-X Pro Cycling Team UXT |
| -------------------------- | --------------------------- | -------------------------- |
| Nr.                        | Rytter                      | Placering                  |
| 131                        | Lasse Norman Leth (DEN)     | 80.                        |
| 132                        | Erlend Blikra (NOR)         | 89.                        |
| 133                        | Erik Nordsæter Resell (NOR) | 27.                        |
| 134                        | Niklas Larsen (DEN)         | 88.                        |
| 135                        | Anthon Charmig (DEN)        | 23.                        |
| 136                        | William Blume Levy (DEN)    | DNF-6                      |
| 137                        | Jonas Abrahamsen (NOR)      | 91.                        |

| Equipo Kern Pharma EKP | Equipo Kern Pharma EKP      | Equipo Kern Pharma EKP |
| ---------------------- | --------------------------- | ---------------------- |
| Nr.                    | Rytter                      | Placering              |
| 141                    | Martí Márquez (ESP)         | DNF-5                  |
| 142                    | Eugenio Sánchez López (ESP) | DNF-6                  |
| 143                    | Ibon Ruiz (ESP)             | DNF-6                  |
| 144                    | Danny van der Tuuk (NED)    | 75.                    |
| 145                    | Urko Berrade (ESP)          | 69.                    |
| 146                    | Iñigo Elosegui (ESP)        | DNF-5                  |
| 147                    | Pau Miquel (ESP)            | 48.                    |

| Bolton Equities Black Spoke Pro Cycling BEB | Bolton Equities Black Spoke Pro Cycling BEB | Bolton Equities Black Spoke Pro Cycling BEB |
| ------------------------------------------- | ------------------------------------------- | ------------------------------------------- |
| Nr.                                         | Rytter                                      | Placering                                   |
| 151                                         | Aaron Gate (NZL) (enkeltstart)              | 51.                                         |
| 152                                         | Logan Currie (NZL)                          | 12.                                         |
| 153                                         | Ollie Jones (NZL)                           | 77.                                         |
| 154                                         | Luke Mudgway (NZL)                          | 86.                                         |
| 155                                         | Mark Stewart (GBR)                          | DNS-3                                       |
| 156                                         | Thomas Sexton (NZL)                         | 100.                                        |
| 157                                         | James Oram (NZL) (landevej)                 | 99.                                         |

| Van Rysel-Roubaix Lille Métropole VRL | Van Rysel-Roubaix Lille Métropole VRL | Van Rysel-Roubaix Lille Métropole VRL |
| ------------------------------------- | ------------------------------------- | ------------------------------------- |
| Nr.                                   | Rytter                                | Placering                             |
| 161                                   | Thomas Boudat (FRA)                   | DNF-6                                 |
| 162                                   | Samuel Leroux (FRA)                   | 44.                                   |
| 163                                   | Rait Ärm (EST)                        | 43.                                   |
| 164                                   | Norman Vahtra (EST)                   | 97.                                   |
| 165                                   | Maxime Jarnet (FRA)                   | 54.                                   |
| 166                                   | Valentin Tabellion (FRA)              | 74.                                   |
| 167                                   | Kenny Molly (BEL)                     | 61.                                   |

| Saint Michel-Mavic-Auber 93 AUB | Saint Michel-Mavic-Auber 93 AUB | Saint Michel-Mavic-Auber 93 AUB |
| ------------------------------- | ------------------------------- | ------------------------------- |
| Nr.                             | Rytter                          | Placering                       |
| 171                             | Rudy Barbier (FRA)              | DNF-2                           |
| 172                             | Romain Cardis (FRA)             | 28.                             |
| 173                             | Nicolas Debeaumarché (FRA)      | DNF-6                           |
| 174                             | Théo Delacroix (FRA)            | DNS-2                           |
| 175                             | Joris Delbove (FRA)             | DNF-6                           |
| 176                             | Flavien Maurelet (FRA)          | 24.                             |
| 177                             | Morne van Niekerk (RSA)         | 90.                             |

| Nice Métropole Côte d'Azur NMC | Nice Métropole Côte d'Azur NMC | Nice Métropole Côte d'Azur NMC |
| ------------------------------ | ------------------------------ | ------------------------------ |
| Nr.                            | Rytter                         | Placering                      |
| 181                            | Jonathan Couanon (FRA)         | 29.                            |
| 182                            | Damien Girard (FRA)            | DNF-6                          |
| 183                            | Paul Hennequin (FRA)           | DNF-5                          |
| 184                            | Julian Lino (FRA)              | 98.                            |
| 185                            | Jean-Louis Le Ny (FRA)         | DNF-5                          |
| 186                            | Andrea Mifsud                  | DNF-5                          |
| 187                            | Axel Narbonne-Zuccarelli (FRA) | DNF-5                          |

| CIC U Nantes Atlantique UCN | CIC U Nantes Atlantique UCN   | CIC U Nantes Atlantique UCN |
| --------------------------- | ----------------------------- | --------------------------- |
| Nr.                         | Rytter                        | Placering                   |
| 191                         | Pierre Barbier (FRA)          | 95.                         |
| 192                         | Enzo Boulet (FRA)             | 102.                        |
| 193                         | Lucas Bourgoyne (USA)         | DNF-4                       |
| 194                         | Rasmus Søjberg Pedersen (DEN) | 81.                         |
| 195                         | Maël Guégan (FRA)             | 37.                         |
| 196                         | Nolann Mahoudo (FRA)          | DNS-5                       |
| 197                         | Emmanuel Morin (FRA)          | DNF-5                       |